# المحلولية (العدين)

تعديل مصدري - تعديل

المحلولية محلة تابعة لقرية وادي اللاهل، التابعة لعزلة الغضيبة بمديرية العدين إحدى مديريات محافظة إب في الجمهورية اليمنية.، بلغ تعداد سكانها 45 حسب تعداد اليمن لعام 2004.